# Antoni Junosza Gałecki
Antoni Junosza Gałecki (ur. 25 maja 1811 w Radłowie, zm. 10 marca 1885 w Wiedniu) – biskup administrator diecezji krakowskiej od 1862.

## Życiorys
Studiował w Wiedniu i Rzymie, gdzie uzyskał tytuł doktora teologii. W 1834 otrzymał święcenia kapłańskie. Piastował godność kanonika tarnowskiego, od 1853 pełnił funkcję dziekana kapituły tarnowskiej. Był wykładowcą w seminarium duchownym w Tarnowie.
Wskutek działań władz austriackich 25 września 1862 mianowany został przez papieża Piusa IX biskupem tytularnym i wikariuszem apostolskim diecezji krakowskiej w zaborze austriackim. Przeciwnik powstania styczniowego, lojalny wobec władz zaborczych popadał w konflikty z wiernymi i duchowieństwem.10 grudnia 1863 nakazał usunięcie wszelkich emblematów wojennych i symboli narodowych z grobów powstańczych na cmentarzach krakowskich. Za taką postawę odznaczony 16 grudnia 1864 austriackim Orderem Żelaznej Korony II klasy uwolnieniem od opłaty (1864).
Dbał o dyscyplinę i wysoki poziom opieki duszpasterskiej, popierał zgromadzenia zakonne. Przyjął do diecezji wygnane z Wielkopolski karmelitanki bose, urszulanki, w 1873 pijarów. Jego ostra reakcja w sprawie obłąkanej karmelitanki Barbary Ubryk, zgoda na wejście w mury Karmelu komisji śledczej spowodowały w Krakowie rozruchy uliczne.
8 grudnia 1869 uczestniczył w uroczystości otwarcia Soboru Watykańskiego I, wziął udział w trzech uroczystych sesjach soborowych i na terenie diecezji krakowskiej jako jeden z pierwszych biskupów publicznie ogłosił treść soborowych dokumentów.
Mieszkał w domu Zgromadzenia Księży Misjonarzy na Stradomiu ponieważ zbyt wolno postępowały prace przy odbudowie pałacu biskupiego zniszczonego pożarem. Nie udało mu się nawiązać porozumienia z wpływowymi rodami arystokratycznymi Krakowa, jak również ze środowiskiem profesorskim i akademickim UJ. Od 1876 podejmowano próby zmierzające do odwołania biskupa z Krakowa zakończone sukcesem w kwietniu 1879. Po nominacji Albina Dunajewskiego na stanowisko biskupa krakowskiego papież Leon XIII zwolnił z obowiązków i odwołał z funkcji biskupa Antoniego Gałeckiego, który opuścił Kraków incognito po 26 kwietnia 1879. Wyjechał do Wiednia, gdzie zamieszkał i zmarł w 1885. Został pochowany na cmentarzu publicznym w Wiedniu.